# 圣让内 (上普罗旺斯阿尔卑斯省)
圣让内（法語：Saint-Jeannet，法語發音：[sɛ̃ ʒanɛ]）是法国上普罗旺斯阿尔卑斯省的一个市镇，位于该省南部偏西，属于迪涅莱班区。

## 地理
圣让内（43°57'46"N, 6°7'37"E）面积21.14 平方千米，位于法国普罗旺斯-阿尔卑斯-蓝色海岸大区上普罗旺斯阿尔卑斯省，该省份为法国东南部内陆省份，北起上阿尔卑斯省，西接沃克吕兹省，西北接德龙省，南至瓦尔省，东临滨海阿尔卑斯省，东北部与意大利接壤。
与圣让内接壤的市镇（或旧市镇、城区）包括：布拉达斯、勒沙福-圣瑞尔松、昂特勒韦讷、埃斯图布隆、马利热、梅泽勒、皮米歇尔、圣于连达斯。

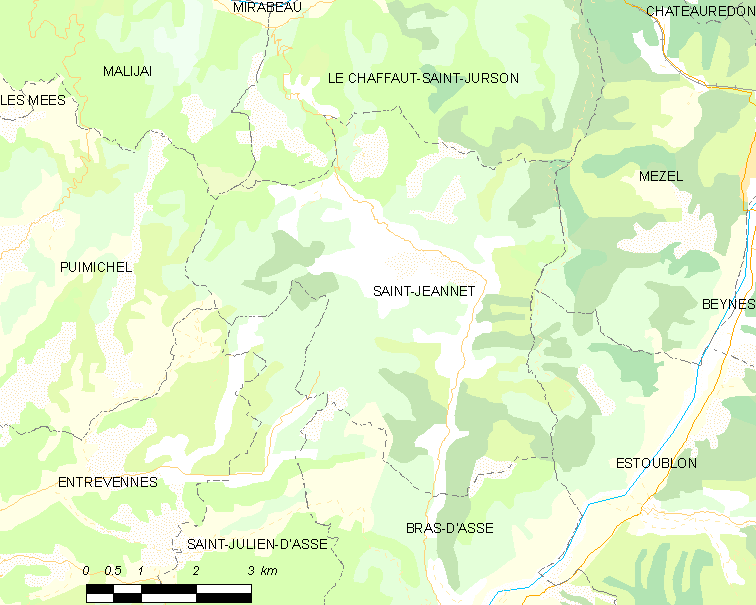
的OSM定位图

圣让内的时区为UTC+01:00、UTC+02:00（夏令时）。

## 行政
圣让内的邮政编码为04270，INSEE市镇编码为04181。

## 政治
圣让内所属的省级选区为里耶兹县。

## 人口

1962-2008年间人口变化图示

圣让内于2022年1月1日时的人口数量为48人。

## 交通
上普罗旺斯阿尔卑斯省省道D8线呈南北走向经过圣让内。